# Matilo
Matilo ali Matilone je bila nekoč rimska utrdba (castellum) v današnjem Leidnu. Postavljen na južnem bregu reke Stari Ren (Oude Rijn) je služil za zaščito rimskih meja v provinci Spodnja Germanija (Limes Germanicus). Na Peutingerjevem zemljevidu leži med naselji Albaniane (Alfen aan den Rijn) in Praetorium Agrippinae (Valkenburgom). Ravenska kozmografija iz sedmega stoletja ga imenuje Matellionem.

## Ime
Matilo je ime verjetno dobilo po vodnem telesu, v bližini katerega je bilo, kot je običajno pri rimskih krajevnih imenih, ki se končajo na -on, -one, -an ali -ane. To posebno vodno telo je najverjetneje že prejelo ime pred rimsko naselbino ob Starem Renu (Oude Rijn). Je torej keltskega ali germanskega izvora in njegov pomen ostaja nejasen. 

## Zgodovina
Zaradi pomanjkanja kakršnih koli dokazov pred rimskimi najdbami arheologi običajno sklepajo, da so se na to lokacijo prvi naselili Rimljani. Pred njihovim prihodom so ljudje večinoma živeli dlje od reke.
Prvi Rimljani so na mesto prispeli leta 47 našega štetja kot del večje operacije za okrepitev germanskih meja. Da bi povečal učinkovitost dobavnih verig in komunikacijskih linij v svoji vojski, je general Gnej Domicij Korbulon dal zgraditi kanal (znan kot Fossa Corbulonis ali Korbulonov kanal), ki povezuje Meuse in Ren. Matilo je bil postavljen tam, na stičišču Oude Rijn in novo izkopanega kanala, zaradi njegovega strateškega pomena. 
Zdi se, da arheološki dokazi kažejo, da so Rimljani samo utrdbo zgradili šele nekje okoli leta 70 našega štetja, medtem ko je njeno mesto v preteklih letih morda zasedel majhen stražni stolp. Gradnja Matila je torej sledila batavskemu uporu leta 69 in je kot taka igrala pomembno vlogo pri ponovni vzpostavitvi reda v provinci Spodnja Germanija . 
Nekje med letoma 85 in 116 je bil jarek obzidan s palisadami, med letoma 130 in 196 pa so Rimljani dodali tri jarke in ponovno zgradili orožarno ( armamentarium ) iz kamna. To so storili še enkrat v letih 196–243 in leseno zunanjo steno prav tako zamenjali s kamnito. Obzidje in jarki so bili nato še enkrat obnovljeni.
V tem kastelumu je bila nameščena XV. kohorta Prostovoljcev od zadnje četrtine prvega stoletja do vsaj 196–198, I. kohorta Lucensij (Hispanorum) je zasedla postojanko med Trajanovo vladavino (103 ali 110), drug napis pa omenja Numerus Exploratorum Batavorum (Antoniniarum). Arheološke najdbe streliva za onagra kažejo, da je bil tam nekoč garnizon katapultnega diviziona. 